# Collingwood O'Hare Entertainment
Collingwood & Co. (fostul Collingwood O'Hare Productions) este un studio de animație britanic fondat în 1988 și condus de scenaristul și regizorul Tony Collingwood. Este cunoscut pentru seriale de animație precum Oscar's Orchestra, Dennis and Gnasher, Gordon the Garden Gnome, Yoko! Jakamoko! Toto!, The Secret Show și The Cat in the Hat Knows a Lot About That!, printre altele.

## Filmografie

### Seriale de televiziune
- Captain Zed and the Zee Zone (1991)
- Oscar's Orchestra (1995–1996)
- Dennis and Gnasher (1996–1998)
- Pond Life (1996–2000)
- Animal Stories (1999–2002)
- The Magic Key  (2000–2001)
- Eddy and the Bear (2001–2002)
- Yoko! Jakamoko! Toto! (2003–2005)
- Harry și găletușa lui plină cu dinozauri (2005–2008)
- Gordon the Garden Gnome (2005–2007)
- The Secret Show (2006–2007)
- The Cat in the Hat Knows a Lot About That! (2010–2018)
- Ruff-Ruff, Tweet and Dave (2015–2019)

### Speciale de televiziune
- RARG (1988)
- Daisy-Head Mayzie (1995)
- The King's Beard (2002)

### Direct-pe-video
- Thumbelina (1992)